# Die Böhms – Architektur einer Familie

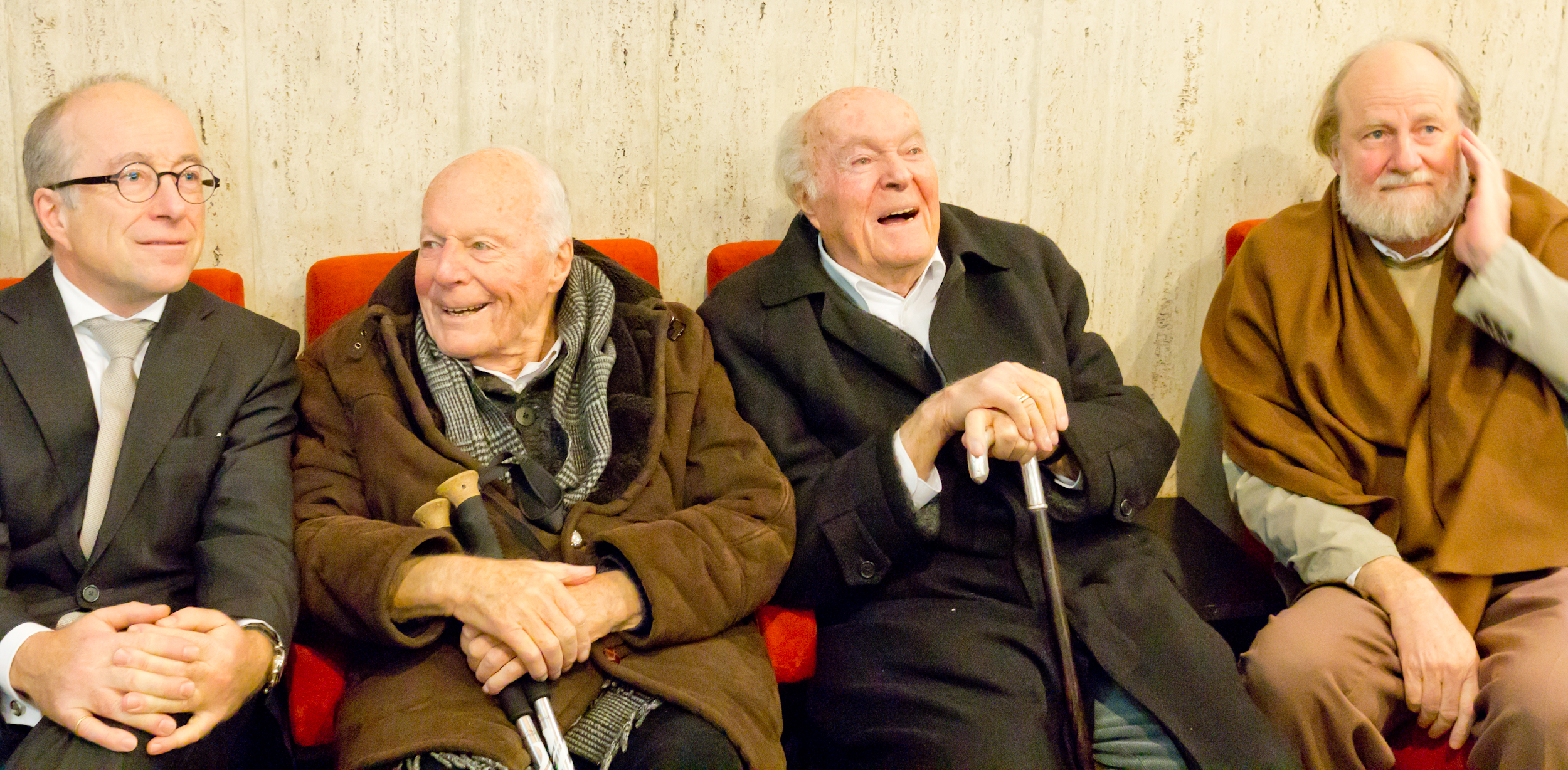
Paul Böhm, Gottfried Böhm, dessen älterer Bruder Paul Böhm und Stephan Böhm (v. l. n. r.) bei der Aufführung des Films zu Gottfried Böhms 95. Geburtstag am 23. Januar 2015 im Kölner Weißhauskino

Die Böhms – Architektur einer Familie ist ein deutscher Dokumentarfilm von Maurizius Staerkle Drux aus dem Jahr 2014. Seine Weltpremiere hatte der von der Kölner Lichtblick Film zusammen mit 2:1 Film Zürich, dem WDR und dem BR produzierte Film am 30. Oktober 2014 beim 57. Internationalen Leipziger Festival für Dokumentar- und Animationsfilm. Kinostart des Films war in Deutschland am 29. Januar 2015, in der Schweiz am 12. Februar 2015.

## Inhalt
Gottfried Böhm, einer der wichtigsten Architekten in Deutschland, beschäftigt sich im Alter von 94 Jahren noch immer täglich mit Bauvorhaben. Seinen Söhnen Stephan, Peter und Paul gelang es mit herausragenden eigenen Bauten aus dem Schatten des Vaters zu treten. Während der Dreharbeiten stirbt die inzwischen demenzkranke Elisabeth – Ehefrau Gottfried Böhms und auch Architektin – eine wichtige Inspirationsquelle und das emotionale Zentrum der Familie.
Der Film dokumentiert die Arbeit, die Bauten und das Leben der Böhms. Er zeichnet ein intimes Porträt der Architektenfamilie.

## Entstehung
Staerkle-Drux unterhielt über seine deutsche Mutter und deren Kölner Verwandtschaft eine langjährige Freundschaft zur Familie Böhm. Er sah „in Gottfried Böhm […] trotz des hohen Altersunterschieds einen im Geiste gleichaltrigen, neugierigen, und beeindruckenden Künstler“. Für die Filmarbeiten lebte Staerkle-Drux länger als zwei Jahre mit der Familie Böhm in Köln zusammen.

## Kritiken
„Mit bewunderungswürdigem bildlichem Gespür setzt sich Maurizius Staerkle-Drux mit den verschiedenen architektonischen Universen der Böhms auseinander und nähert sich darüber hinaus auch den feinen Unterschieden zwischen Selbst- und Fremdbild seiner Protagonisten. Der Titel des Films darf durchaus wörtlich genommen werden: Es geht vor allem um die Architektur einer Familie, erst danach um das Porträt einer prominenten Architektenfamilie.“

„Ganz anders als etwa Harun Farockis Sauerbruch Hutton Architekten klammert Die Böhms Einblicke in die geschäftlichen Hintergründe des Berufs weitgehend aus der Beobachtung aus. Auch bestehende Konflikte mit Auftraggebern werden nur flüchtig angerissen. So bleibt der Film ein im Ansatz interessantes, aber enttäuschend unscharfes Gruppenbild aus dem patriarchal geprägten deutschen Bildungsbürgertum. Und es überrascht nicht, dass der Filmemacher laut Presseheft zum weiteren Freundeskreis der Böhm-Familie zählt.“

## Auszeichnungen
- 2012 (vor Drehstart): Erstplatzierter für das beste Nachwuchskonzept beim ARRI pitch.award im Rahmen des Internationalen Dokumentarfilmfestivals München[5]

- 2014: Dokumentarfilmpreis des Goethe-Instituts, DOK Leipzig[3]

- 2015: Publikumspreis des Arquiteturas Film Festival, Lissabon[6]

- 2015: Lobende Erwähnung in der Kategorie Der Preis für den besten Dokumentarfilm des Max Ophüls Preises[7]

- 2015: Jury Award, Festival of Films on Art, Montréal, Kanada[8]

- 2015: Preis der Stiftung Südtiroler Sparkasse für den besten Dokumentarfilm, 29. Bozner Filmtage, Italien[9]